# Liste des comtes et ducs de Gascogne
Pour les articles homonymes, voir Ducs de Gascogne (homonymie).
Le duché de Vasconie, qui deviendra la Gascogne vers la fin du XIIe siècle, est une région située entre l'Aquitaine au nord de la Garonne et les Pyrénées. Peuplé par des Aquitains qui se latinisent progressivement, le duché est dominé politiquement et militairement par les Vascons situés au sud des Pyrénées. Le duché de Vasconie profite au début du Moyen Âge de l'éloignement du pouvoir mérovingien, situé dans le nord de la Loire. Aussi des seigneurs qui n'étaient pas des Mérovingiens s'intitulent duc de Vasconie jusqu'en 864, puis d'autres comte de Gascogne à partir de Garcia II Sanche, comte de Gascogne dit le Courbé, pour lequel « Aucun document contemporain ne livre les origines au-delà de son père, Sanche, qu’un charte tardive qualifie de roi... Les historiens se partagent quant à son origine. Certains, se bornent à la déclarer inconnue, d’autres en font un prince de Navarre, et d’autres enfin le rattachent fermement aux précédents comtes Gascons ». Pendant plusieurs siècles, les historiens ont considéré la maison de Gascogne comme issue des Mérovingiens, s'appuyant notamment sur la Charte d'Alaon, reconnue depuis comme un faux,. L'influence vasconne est bien moindre depuis que ces derniers ont obtenu au sud des Pyrénées le Royaume de Navarre en 824, et une coupure linguistique se fait avec les populations locales qui sont de plus en plus latinisées.
La plus ancienne généalogie est mentionnée par la charte d'Alaon et reprise par Monlesun mais cette charte s'est révélée être un faux forgé au XVIIe siècle. Le manque de documents contemporains oblige à recourir aux hypothèses pour dresser la liste des ducs de Vasconie puis des comtes de Gascogne.

## Nomenclature
Dans la liste ci-dessous, les ducs et les comtes de Gascogne sont énumérés en fonction de leur nom gascon (sur la base de l'orthographe courante en gascon, et non pas de l'orthographe médiévale qui a fluctué).
Afin de bien comprendre la liste des noms des ducs et comtes de Gascogne, certaines explications sont nécessaires. La raison en est que ces noms sont enregistrés dans le cadre d'un nombre déconcertant de variantes, ce qui rend l'identification très difficile. Ces ducs et ces comtes étaient des chefs de clans de Vascons (Pays basque actuel) qui a dominé la Vasconie ou Waskonia (Gasconia à la fin du XIIe siècle) et leurs noms étaient également en basque médiéval. Toutefois, comme le gascon a progressivement remplacé la langue aquitaine, proche du basque, leurs noms ont également été relevés en gascon. En effet, les ducs de Gascogne ont probablement eux-mêmes adoptés le gascon, ce qui se reflète par la baisse de l'utilisation des noms authentiquement basques chez les derniers ducs.
Dans les documents écrits, leurs noms sont habituellement enregistrés en latin qui était la langue utilisée à l'époque par ceux qui savaient écrire. Aujourd'hui, leurs noms sont souvent trouvés dans leur version française, et aussi parfois dans leur version espagnole. Un exemple : le nom basque Otsoa (qui signifie « le loup ») a été traduit littéralement par Lop en gascon, Lupus en latin, Loup en français et Lope (Lobo) en espagnol. Ainsi, le duc de Vasconie Otsoa II peut être connu par un quelconque de ces noms, qui confond les gens peu habitués à l'aspect linguistique local. En outre, à l'intérieur d'une même langue, il existe de nombreuses variantes, comme c'est le cas pour le nom basque Santxo (du latin sanctus, qui signifie « saint »), que l'on peut trouver dans des documents basques sous la forme Antso, Sanzio, Santio, Sanxo, Sancio, etc. 
Habituellement, les ducs et les comtes de Gascogne portaient deux noms, le premier étant leur prénom et le second le prénom de leur père (par exemple, le duc Sanche Ier Loup, qui signifie Duc Sanche Ier, fils de Loup). Cette coutume a généré plus tard les noms de famille espagnols avec l'ajout du suffixe - ez qui signifie « fils de ». Juan Sánchez signifiant littéralement « Jean, fils de Sanche ». Pour quelques ducs de Gascogne, le deuxième nom n'est pas le prénom de leur père, mais plutôt un surnom qu'ils ont acquis au fil du temps et qui a remplacé le prénom de leur père, tel que le célèbre duc Sans III Mitarra, où Mitarra n'est pas le nom de son père mais un surnom d'origine arabe. 
Bien que, tous les différents noms sous lesquels les ducs de Gascogne sont connus ne sont que des versions différentes d'un même nom dans différentes langues, il convient de noter qu'il y a tout de même un duc de Gascogne connu sous deux noms complètement différents et non pas deux versions du même nom : le duc Séguin, Semen de son nom basque (parfois écrit Semeno, Xemen, Ximen ou Jimeno). Personne ne sait avec certitude si Semen est la version basque du nom biblique Simon ou un nom basque, basé sur le mot seme (qui signifie « fils »). D'autre part, Seguin (en gascon moderne Siguin) est un nom d'origine germanique : sig qui signifie « victoire » (cf. allemand moderne Sieg) et win signifiant « ami ».
Il a été suggéré que certains noms apparemment basques ne sont que des corruptions d'anciens noms germaniques. Par exemple, Garsinde conduisant à Garsean, Gendolf ou Centulf à Centule, Aginald ou Hunnald à Eneko (en Flandres et en frison demeure encore une forme raccourcie des deux premiers noms francs), Aginard à Aznar, Belasgytta ou Wallagotha à Velasquita, Belasgutho à Velasco, Arnoald à Arnaud, Theuda à Toda, Theudahilda à Dadildis ou Dedadils. Peut-être que l'intermariage d'Hispano-gothiques avec des magnats de la population basque a conduit à la modification des noms gothiques en des variantes basques.

## Liste des comtes et ducs
L'entité politique précédente est la Novempopulanie. Les chroniqueurs de l'époque mérovingienne donnent le nom de « Wasconia » au duché d'Aquitaine de Félix à Waïfre.

### Ducs deVasconie(vassaux des Francs)
- 602-626 : Genialis[8]
- 626-638 : Aighinan[8]
- 638-660 : Amand[8]

### Ducs d'Aquitaine et deVasconie(indépendancede facto)
- 660-670 : Félix duc d'Aquitaine et de Vasconie[8]
- 670-688 : Loup Ier de Vasconie et d'Aquitaine[8]
- 688-735 : Eudes d'Aquitaine et de Vasconie, fils du précédent[1],[8]
- 735-748 : Hunald Ier d'Aquitaine et de Vasconie, fils du précédent[1],[8]
- 748-768 : Gaïfier ou Waïfre d'Aquitaine et de Vasconie, frère du précédent[1],[8]
- 769 : Hunald II d'Aquitaine et de Vasconie, fils du précédent[1]

### Ducs de Vasconie
vassaux des Francs et du Royaume d'Aquitaine
- 768-770 : Loup II († 778), duc de Vasconie, descendant peut-être de Loup Ier[9]
- 801-812 : Sanche (Ier) Loup († 816), « princeps » des Vascons, fils de Loup II[10]

vassaux des Vascons
- 812-816 : Semen Ier Loup, duc de Vasconie. Père du futur Ier roi de Pampelune Eneko Arista
- 816-818 : Garcia Ier Semen, duc de Vasconie
- 818-819 : Loup III Centulle et Garcia (Ier) Semen († 819), fils d’un Centulle, lui-même fils possible de Loup II[11]. N’ayant pas eu de descendance, Loup est le dernier de la lignée des Eudes de Vasconie

vassaux des Francs et du Royaume d'Aquitaine
- 820-836 : Aznar Sanche († 836), comte de Vasconie citérieur, Jaca et de Fezensac, fils de Sanche Loup[12]
- 836-855 : Sanche II Sanche de Vasconie Menditarra ou Mitarra († 864), comte puis duc (en 851) de Gascogne, frère du précédent[13]
- 855-864 : Arnaud de Vasconie († 864), duc de Vasconie, fils d’Emenon, comte de Poitiers, et d’une sœur d’Aznar Sanche et de Sanche Sanche[14]

### Maison des comtes de Gascogne
Pendant plusieurs siècles, les historiens ont considéré la maison de Gascogne comme issue des Mérovingiens, s'appuyant notamment sur la Charte d'Alaon, reconnue depuis comme un faux,. 
- 886-920 : Garcie Sanche, dit le Courbé , comte de Gascogne, fils d’un Sanche, peut-être fils de Sanche Sanche[2]
- 920-955 : Sanche Garcie († 955), comte de Gascogne, fils du précédent[15]
- 955-961 : Sanche († 961), comte de Gascogne, fils du précédent[15]
- 961-996 : Guillaume Sanche († 996), comte de Gascogne, frère du précédent[15]
- 996-1009 : Bernard Guillaume († 1009), comte de Gascogne, fils du précédent[15]
- 1009-1032 : Sanche Guillaume († 1032), comte de Gascogne, frère du précédent[15]

### Maison de Poitiers (1032)
- 1032-1039 : Eudes de Poitiers († 1039), neveu du précédent, comte de Gascogne, de Poitiers et duc d’Aquitaine, fils de Guillaume V, duc d'Aquitaine et de Brisque de Gascogne (fille de Guillaume Sanche)[15]

### Maison d'Armagnac
- 1039-1062 : Bernard Tumapaler[16] († 1090), neveu du précédent, comte d’Armagnac puis de Gascogne, fils de Géraud Ierd'Armagnac, comte d’Armagnac, et d’Adalaïs d'Aquitaine (sœur d’Eudes de Poitiers)

### Maison de Poitiers (1062)
- 1062-1086 : Gui-Geoffroy-Guillaume VIII, duc d’Aquitaine et comte de Poitiers. Demi-frère d’Eudes, mais étranger à la dynastie de Vasconie, il s'empare par la force du duché (bataille de La Castelle) et le rattache à l'Aquitaine[15]